# Hachan (Karaimi)
Niektóre z zamieszczonych tu informacji od 2017-03 wymagają weryfikacji.
Dokładniejsze informacje o tym, co należy poprawić, być może znajdują się w dyskusji tego artykułu.
 Po wyeliminowaniu niedoskonałości należy usunąć szablon {{Dopracować}} z tego artykułu.
Hachan – duchowy i świecki zwierzchnik społeczności karaimskiej, sprawował pieczę nad zbiorem dżymatów (gmin karaimskich). Nazwa wywodzi się od chazarskiego słowa kagan (wielki chan). Jego pozycja przypominała pozycję kalifa wśród muzułmanów, łączącego dożywotnio przywództwo świeckie i religijne. Nie był on wybierany przez duchowieństwo, ale przez przedstawicieli społeczności karaimskich zwanych morianami. Pełniona przez niego funkcja różniła się od lokalnego przywódcy religii karaimskiej zwanego hacham (hebr. mędrzec). Turkijską nazwę hachan/chagan zaczęto przywoływać na początku XX w..
Według praw kodyfikujących strukturę wyznaniową XIX-wiecznej Rosji, duchowieństwo karaimskie składało się z hachanów, hazzanów i szamaszów. Hazzan sprawował dozór nad karaimską gminą (dżymat), hachan czuwał nad zbiorem gmin. Hachan karaimski miał m.in. prawo błogosławić następcę tronu rosyjskiego, kładąc ręce na jego głowie i wypowiadając słowa modlitwy.
W 1837 ustanowiono w Rosji urząd Hachana Taurydzko-Odeskiego oraz Karaimski Zarząd Duchowny w Eupatorii, w 1850 pod jego kompetencje poddano gminy (dżymaty) na Litwie i Wołyniu. W 1863 spod jurysdykcji Eupatorii wydzielono okręgi zachodnie, tworząc drugi urząd Hachana i Zarząd Duchowny w Trokach. W Polsce międzywojennej hachanat trocki został potwierdzony mocą ustawy o Karaimskim Związku Religijnym z 1936. Siedzibą hachana było Wilno, zaś Karaimski Zarząd Duchowny i sekretariat hachanatu (wraz z archiwum ogólnym i metrykalnym) mieścił się w Trokach.
Do znanych hachanów należał Hadżi Seraja Szapszał, w latach 1915–1919 zwierzchnik hachanatu w Eupatorii, a od 1928 w Trokach.